# セカイ魔王
『セカイ魔王』（せかいまおう）は、双見酔による日本の4コマ漫画作品。『まんがタイムきららキャラット』（芳文社）にて2010年10月号から2014年11月号にかけて連載された。単行本は全4巻。

## あらすじ
「勇者のアザ」を持ちながら全く自覚のない「勇者」と、「魔王」の分身の「妖精」の旅物語。

## 登場人物
アルシャ
「魔王と対を成して300年振りに現れた伝説の勇者」とされる少年。その証として首に痣を持つが、戦闘力は一般人にも及ばないほど弱く、勇者が持つと言われる魔法や倒した魔物を霧散させる力も発現せず、本人にも勇者の自覚はない。自分を導いたマオと共に、300年前の勇者の足跡や伝承を辿っている。頼りない若者ではあるが、女性を気遣うなど紳士的な側面も持ち合わせている。
マオ
アルシャを魔王の居城へと導く妖精の少女。人の頭ほどの背丈しかないが、羽根が生えており空を飛ぶことができる。その正体は魔王と感覚を共有する魔王の分身であり、魔王はマオの視覚を通してアルシャと人間世界を観察している。素手の体術だけで魔物を圧倒するほど強い。なお魔王の意向で下着は地味なものを着用している。思うところあってアルシャと別行動をするようになり、のちに魔王の手で妖精の姿から人間の姿に作り変えられ、体術で他を圧倒するその姿から人々の間で「拳の勇者」と呼ばれるようになる。
魔王
先代の勇者に倒された魔王が、300年をかけて蘇生した現代の魔王。見た目はエルフ耳の美少女。蘇生の過程で記憶を殆ど失っており、その一方で人間的な常識を持つこともあって、魔王としてのアイデンティティを確立できないでいる。そのため、自分と同じ伝説上の存在である「勇者」に興味を抱き、マオを通じて自分の元に導こうとしている。蘇生中に魔力を蓄え続けたため、側近から「歴代最強」と評されるほどの力を持ち、「空を飛ぶ」「光を放つ」「使い魔（どころか自分の分身）を作る」などのように、自分がイメージした様々な物事を具現化可能。しかしながら感性的には人間の女性と大して変わらず、側近の奇行にはたびたび頭を痛めている。
記録係
魔王の側近。カカシのようなロボットのような外見をしている。かつての魔王に生み出され、頭部を取り外してシェイクすることで様々なデータを検索することができる。かなり奇妙な性向の持ち主で、魔王を困惑させることもしばしばだが時折見せるツッコミは鋭い。
ジェントル
先代魔王の時代から活動していた魔物の一人。隆々とした筋肉にスキンヘッド、上半身裸にネクタイ、ビキニパンツと奇妙な出で立ちをしている。記録係曰く「力のある自我の強い魔物は基本的にヘンタイ」。
ニッカ
先代魔王の時代から活動していた魔物の一人。見た目は人間の少女だが耳がとがっているため普段は帽子をかぶって隠していたが、マオに普通の耳に変えてもらったため現在はかぶっていない。また左腕に包帯を巻いている。かなりの実力者ではあるが美味しいものに目がなく食べ歩きに忙しいため、人間と争ったりはしない。マオはアルシャと別れた後、ニッカと行動している。
モグラ
先代魔王の時代から活動していた魔物。見た目はドラゴンだが、廃墟となった神殿に横穴を掘って住処としている。
フィベネット
先代魔王の時代から活動していた魔物の一人。魔王の城の地上部を住処としている。植物を扱う能力があり、マゾヒスト。
女剣士
姓名不詳の凄腕の剣士。勇者について詳しく、妖精族との親交もある。マオと別れ一人旅をしていたアルシャを勇者として育てるべく共に行動をしている。
ミナ
かなり古くから活動していた魔物で、魔王と勇者の戦いについて詳しい。自称永遠の18歳。

## 重要アイテム
聖剣フレイヤ
透き通る刀身と華麗な装飾の柄が特徴の、伝説の長剣。とある教会に人知れず封印されていたが、アルシャの『勇者のアザ』に反応して発見、入手した。しかし試し斬りをした際、刀身があっさり折れてしまった（一方、柄はマオの全力攻撃でも無傷だった）。

## 書誌情報
- 双見酔『セカイ魔王』芳文社〈まんがタイムKRコミックス〉、全4巻
  1. 2011年11月11日発行（2011年10月27日発売[2]）、ISBN 978-4-8322-4079-7
  2. 2012年12月12日発行（2012年11月27日発売[2]）、ISBN 978-4-8322-4228-9
  3. 2014年1月10日発行（2013年12月26日発売[2][1]）、ISBN 978-4-8322-4383-5
  4. 2014年12月12日発行（2014年11月27日発売[2]）、ISBN 978-4-8322-4498-6